# Binário de raio X

Representação artística de um binário de raios X

Binários de raio X são uma classe de estrelas binárias que são muito luminosas em raios X. Os raios X são produzidos por matéria caindo de um componente do binário (normalmente uma estrela normal) para outro o componente, o qual é uma estrela de nêutrons ou um buraco negro. A matéria em queda libera energia potencial gravitacional, acima de algumas dezenas de porcentagem de sua massa de repouso como raios X. (Como comparação, hidrogênio em fusão libera aproximadamente 0,7 porcento de massa de repouso nas estrelas da sequência principal.)
Binários de raio X são frequentemente subdivididos em várias subclasses (algumas vezes sobrepostas), que talvez reflitam melhor a física envolvida:
- binário de baixa massa emissor de raio X
- binário de alta massa emissor de raio X
- binário emissor de raio X Be
- erupção de raio X
- pulsar de raio X
- transiente emissor de raio X
- microquasares

Estuda-se teoricamente a liberação de energia de buracos negros em colisão, assim como colisões de buracos negros de Kerr.